# Луцій Валерій Потіт (консул 483 року до н. е.)
Луцій Валерій Потіт (лат. Lucius Valerius Potitus; ? — після 470 до н. е.) — політичний та військовий діяч часів ранньої Римської республіки.

## Життєпис
Походив з патриціанського роду Валеріїв. Син Марка Валерія Волуза, консула 505 року до н. е. Про молоді роки немає відомостей. 
У 486 році до н. е. був одним з активних супротивників аграрного закону Кассія Вісцеліна. У 485 році став квестором. Під час своєї каденції був офіційним звинувачувачем Вісцеліна, домігся його страти.
У 480 році до н. е. його було обрано консулом разом з Марком Фабієм Вібуланом. Разом з колегою протидіяв народним трибунам, які намагалися провести аграрну реформу. Тоді розпочалася війна з містом-державою Вейї та племенем вольсків. Втім Валерій разом з колегою не здійснював якихось активних дій проти ворогів, приділяючи більше уваги приборканню плебейських трибунів. Проте вимушений був виступити про вольсків, але походу завадив конфлікт з плебеями.
У 470 році до н. е. його вдруге було обрано консулом, цього разу разом з Тіберієм Емілієм Мамерком. Того року тривала війна з племенами еквів та сабінян. Луцію Валерію доручено було вести війну проти еквів, проте не досяг рішучого результату. Перед тим знову стикнувся з намаганням трибунів провести аграрну реформу, втім за допомогою сенату відхилив усі ці спроби. Про подальшу долю нічого не відомо.

## Родина
- Луцій Валерій Потіт, консул 449 року до н. е.